# مالچ پلاستیکی

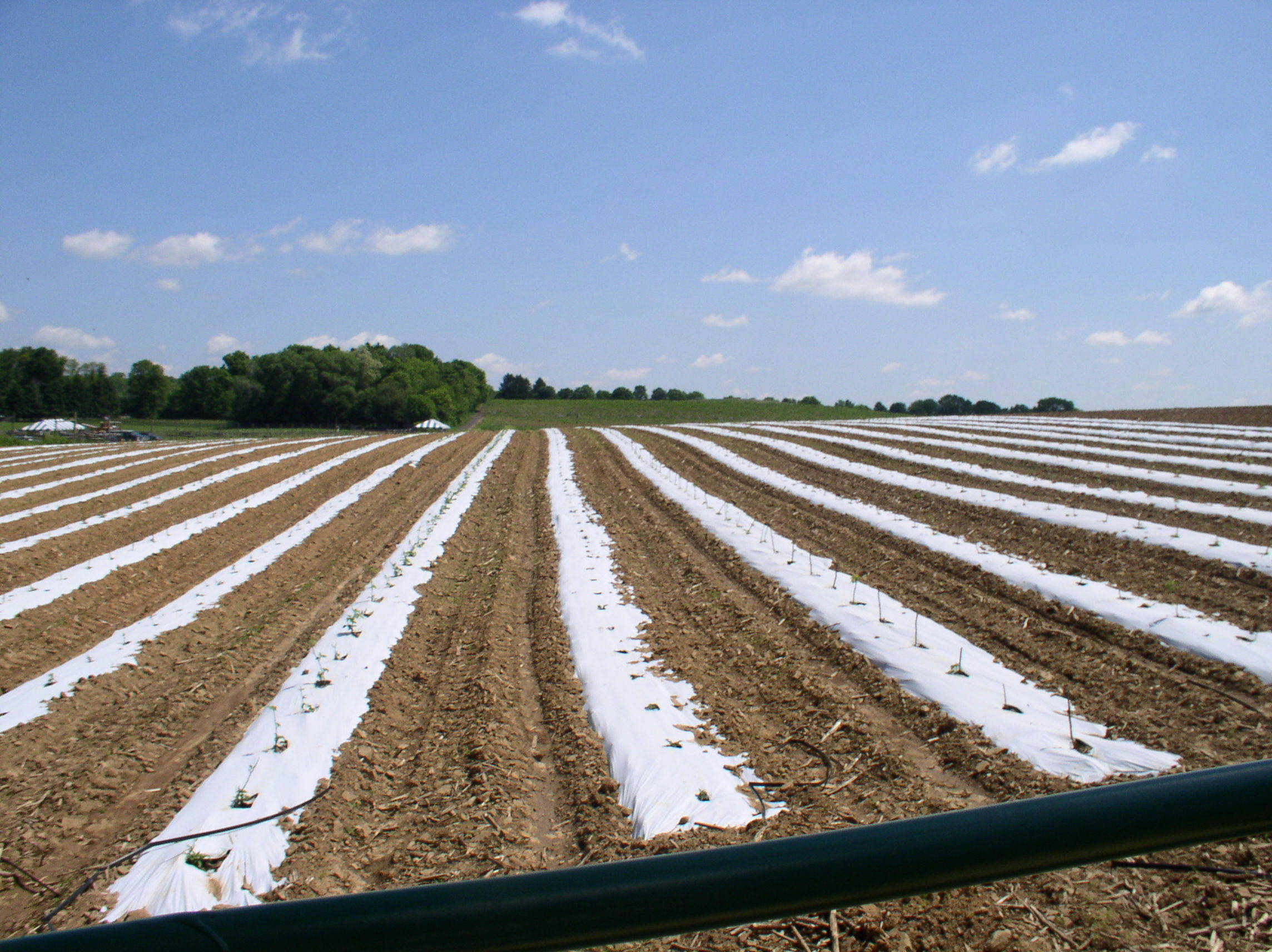
کشت سبزیجات بر بستر مالچ پلاستیکی.

خاک‌پوش پلاستیکی یا مالچ پلاستیکی (به انگلیسی: Plastic mulch) به هر گونه پوششی گفته می‌شود که برای محافظت و ارتقاء کیفیت خاک روی سطح خاک گسترده می‌شود.
از مزایای استفاده از خاک‌پوش آلی می‌توان به بهبود ساختمان خاک، بهبود ظرفیت و نگهداری رطوبت خاک، حفاظت خاک در برابر فرسایش، افزودن مواد مغذی و آلی به خاک و کنترل علف‌های هرز اشاره کرد.
انواع خاک‌پوشهای پلاستیکی برای به دست آوردن عملکرد بیشتر و زودرسی محصول گیاهان به ویژه برای گونه‌های گرمادوست مانند فلفل، ذرت، گوجه فرنگی و گیاهان پیچکدار در حال افزایش است. از سال ۱۹۶۰ میلادی برای رسیدن به استفاده آسان‌تر، کم هزینه تر و سازگارتر با محیط زیست، در مورد خاک، پژوهش‌ها و پیشرفت‌های زیادی حاصل شده‌است. در ۱۰ سال گذشته این پیشرفت‌ها منجر به نوآوری‌هایی در این زمینه شده‌است که از آن جمله می‌توان به تکنولوژی ساخت پلاستیک‌هایی در کشاورزی مثل مالچ‌های رنگی اشاره کرد. خاک‌پوش پلاستیکی در زراعت، باغبانی، حفاظت خاک، تثبیت ماسه‌های روان و گسترش فضای سبز، به منظور کاهش میزان تبخیر و جلوگیری از هدررفت رطوبت از سطح خاک، بهینه‌سازی عملیات داشت و افزایش کمّی و کیفی محصول کاربرد دارد. هم‌اکنون در تمام کشورها استفاده از خاک‌پوش بحثی تجاری شده‌است.

## انواع خاک‌پوش
مالچ انواع مختلفی دارد که انتخاب نوع آن باید براساس نیازهای هر محصول یا هر منطقه باشد.
مالچ‌ها به دو نوع آلی و غیرآلی دسته‌بندی می‌شوند:
- مالچ‌های آلی یا بیولوژیک شامل مواد طبیعی همچون علف خشک، کاه، کلش، پوست درخت، چوب خردشده، برگ، خاک اره و کمپوست هستند.
– مالچ‌های غیرآلی یا شیمیایی به پوشش‌هایی از جنس پلاستیک یا پلی اتیلن با ضخامت های۰٫۹–۲
میلی‌متر گفته می‌شود که بر روی خاک گسترده می‌شوند.
مالچ‌ها براساس نوع کاربرد به سه دسته شفاف، سیاه و رنگی تقسیم می‌شوند. مالچ‌های سیاه بیشتر موجب گرم شدن خاک می‌شوند. همچنین کنترل علف هرز، نکته‌ای مهم در تکنولوژی مالچ است. مالچ شفاف اجازه می‌دهد علف هرز رشد کند که ممکن است فایده‌های گرم کردن خاک را منتفی کند. مالچ‌های سیاه به‌طور مؤثری علف‌های هرز را کنترل می‌کنند. مالچ‌های IRT مخلوطی از مالچ شفاف در گرم کردن و مالچ سیاه در کنترل علف هرز هستند. پلاستیک‌های شفاف و IRT بیشترین توان را برای گرم کردن خاک دارند. آن‌ها تشعشعات رسیده و امواج بلند را به دام می‌اندازند. پلاستیک سیاه به صورت نوارهای خردشده به کار می‌رود. بازده مالچ یکپارچه از نواری بیشتر است، زیرا پلاستیک یکپارچه پوشش کاملی دارد و امکان جوانه زدن علف‌های هرز از میان آن وجود ندارد و در برابر آب نیز نفوذ ناپذیر است.

## فیلم‌های پوشش خاک‌پوش
فیلم‌های پوشش خاک‌پوش، نایلون‌هایی در عرض‌های متغیر هستند که بر اساس نوع محصول و نوع کشت می‌توان از ۴۴۰۰تا۱۴۰۱۴۰ سانتیمتر بر سطح بستر خاک پهن نمود. ضخامت این نایلون‌ها بین ۳۰ تا ۵۰ میکرون می‌باشد.
مالچ پلاستیکی در رنگ‌ها و اندازه‌های گوناگون برای نیازهای مختلف در دسترس است. دوام مالچها به ضخامت آن‌ها بستگی دارد. در مالچ پلاستیکی، دوام عاملی مهم است. بیشتر پلاستیک‌های ترد و شکننده دارای توانایی استفاده در کشتها هستند، اما بادهای سنگین می‌توانند آن‌ها را پاره کنند. پلاستیک‌های محکم پس از دو بار کشت هم پابرجا می‌مانند. امروزه بیشتر پلاستیک‌ها قابلیت خم شوندگی دارند و کشاورزان می‌توانند از آن‌ها به آسانی استفاده کنند. مالچ پلاستیکی به صورت خط‌های موازی در سطح خاک‌های آماده شده قرار می‌گیرد. بستر باید بدون باقی‌مانده گیاهان باشد و به وسیله شیئ سنگینی در روی حاشیه‌های کناره خاک محکم شود. مالچ باید سفت باشد و محکم به خاک بچسبد تا انتقال حرارت خوب باشد و از آزاد شدن و حرکت توسط باد جلوگیری شود. حرکت مالچ توسط باد ممکن است پلاستیک را پاره کند و قابلیت آن را از بین ببرد. همچنین لایه‌های مالچ می‌توانند مانعی برای جلوگیری از خروج گاز سمی «متیل بروماید» باشند که برای کشتن باکتری‌های خاک کاربرد دارد. لایه مالچ به کشاورزان اجازه می‌دهد که کمتر از متیل بروماید استفاده کنند.

## مزایای استفاده از خاک‌پوش
مالچها مزایای زیادی دارند. پژوهشگران نشان دادند که استفاده از مالچ پلاستیکی منجر به زودرسی بین هفت تا ۱۴ روز و عملکرد سه تا چهار برابر نسبت به محصولاتی می‌شود که بدون پوشش رشد کرده‌اند.
الف (مالچ آلی: از مزایای استفاده از مالچ آلی می‌توان به بهبود ساختمان خاک، بهبود ظرفیت و نگهداری رطوبت خاک، حفاظت خاک در برابر فرسایش، افزودن مواد مغذی و آلی به خاک و کنترل علف‌های هرز اشاره کرد. باید توجه کرد که هنگام استفاده از موادی که از کربن غنی هستند مانند خاک اره و چوب خردشده، باید به مقدار کافی نیتروژن به خاک اضافه کرد.
ب) مالچ پلاستیکی: مالچ پلاستیکی اکنون یکی از اجزای تولید محصولات کشاورزی با پلاستیک است. مزایای استفاده از مالچ پلی اتیلن بسیار زیاد است که از آن جمله می‌توان به این موارد اشاره کرد: پیش رسی محصول، کاهش تعداد دفعات آبیاری، جلوگیری از تبخیر سطحی آب، افزایش بازده مصرف آب، کاهش مصرف آب، جلوگیری از رشد علف‌های هرز، جلوگیری از سله بستن، جلوگیری از نوسانات درجه حرارت، جلوگیری از تنش‌های رطوبتی و تجمع نمک در سطح خاک، جلوگیری از تماس میو ه‌ها با خاک مرطوب، جلوگیری از فرسایش خاک و کاهش آبشویی کودها و ….
استفاده از مالچ راهکاری مناسب برای مبارزه با خشکسالی و کم‌آبی است به‌طوری‌که حجم آب مصرفی را ۵۰ درصد کاهش می‌دهد. این روش اگر با مدیریت‌های دیگر همچون آبیاری قطرهای و کشتهای متوالی همراه باشد، کارایی بهتری خواهد داشت
مالچ‌های شیمیایی که امروزه در بازار یافت می‌شوند، به نحو مؤثری از تابش نور خورشید و رشد علف‌های هرز جلوگیری می‌کنند. حتی در طراحی فضای سبز از این مالچ‌ها در زیر تراشه‌های چوب استفاده می‌کنند تا نمای طبیعی و زیبایی پیدا کند. لایه پلی اتیلن با ضخامت ۵/ ۱–۹/ ۰ میلی‌متر و پهنای ۱۲۰سانتیمتر، بیشترین و معمولی‌ترین مالچ پلاستیکی است و بیشتر برای گیاهان نشایی به کار می‌رود. در کشت‌های پلاستیکی، اغلب از چندین روش برای افزایش محصول استفاده می‌شود؛ مثلاً بیشتر محصولاتی که از مالچ پلاستیکی استفاده می‌کنند، از آبیاری قطره‌ای نیز بهره می‌گیرند. استفاده از مالچ‌های پلاستیکی رنگی برای کشاورزان سودمند است و هرکدام فواید مختلفی برای تولید دارند. مالچ پلاستیکی در بالای بستر کاشت، به روییدن سالم‌تر و فراوانی بیشتر محصولات در یک دوره کوتاه زمانی کمک می‌کند. در این حالت گیاهان از میان سوراخ‌هایی که در پلاستیک حفر شده‌اند، خارج می‌شوند. هدف مالچ پلاستیکی، افزایش دمای خاک است و باید مالچ پلاستیکی بادوام و مقاوم در برابر بادهای شدید باشد. کم کردن ضخامت، افزایش ساختار چندلایه و رنگ‌های جدید، بعضی از اهداف برای استفاده بیشتر و تجاری مالچ هاست. برای استفاده از مالچ‌های رنگی باید رنگ هر پلاستیک برای هر نوع گیاه و اقلیم آزمایش شود.

## افزایش بازده اقتصادی در تولید محصول
پیش رس کردن محصول و عرضه آن در زمان اوج قیمت، افزایش سطح سبز مزرعه، افزایش سه تا چهار برابری عملکرد، جلوگیری از آفات و بیماری‌ها و رشد علف‌های هرز و استفاده نکردن از سموم علف کش و آفت کش، کاهش تعداد ساعت کار کارگری و کیفیت بهتر محصول سبب افزایش بازده اقتصادی محصول می‌شود. در کنار بازده اقتصادی، مزایای تولید ارگانیک را نیز باید اضافه کرد. به‌طور متوسط برای هر هکتار صیفی، در حدود ۱۳۰ کیلوگرم پلاستیک مصرف می‌شود.

## کاهش آب مصرفی
استفاده از مالچ راهکاری مناسب برای مبارزه با خشکسالی و کم‌آبی است به‌طوری‌که حجم آب مصرفی را ۵۰ درصد کاهش می‌دهد. این روش اگر با مدیریت‌های دیگر همچون آبیاری قطره‌ای و کشت‌های متوالی همراه باشد، کارایی بهتری خواهد داشت.

## تناوب زراعی در سامانه خاک‌پوش
کشاورزان در مناطقی چون استان اصفهان به‌طور عمده از تناوب زراعی خربزه، آفتابگردان و گندم استفاده می‌کنند. تمایل به استفاده از مالچ پلاستیکی به دلیل صرفه جویی در میزان آبیاری برای زمانی است که گندم به آبیاری نیاز دارد. در این تناوب در پایان برداشت خربزه، بدون برهم زدن زمین و ایجاد شیار به اصطلاح روش بدون خا ک ورزی یا (No-Tillage) آفتابگردان کشت می‌شود، به‌طوری‌که آب اول آفتابگردان با آبیاری آخر خربزه مشترک می‌شود.